# 结社率
结社率（7世纪？—639年5月19日），又作阿史那结社尔、结射率，阿史那氏，突厥始毕可汗的儿子，突利可汗的弟弟。
贞观三年（629年）十二月随同突利可汗附唐，次年，颉利可汗阿史那咄苾被俘后，他被唐朝任命为中郎将，唐太宗将投降的东突厥人安置在唐朝边界之内，没有册封一个新的可汗管理他们。然而，在贞观十三年（639年）四月，唐太宗驾临九成宫，半夜，结社率支持突利可汗之子贺逻鹘率众突袭皇帝寝宫，想要北还自立。事发，唐将孙武开将其击败，北渡渭水，被唐军追上杀死（他被唐太宗稱為居家無賴）。贺逻鹘获赦，流放于岭南。结社率阴谋暗杀皇帝败露后，唐太宗改变了主意，并册封了忠于唐朝的东突厥贵族阿史那思摩为新的东突厥可汗（俟力苾可汗），居于漠南作为唐和薛延陀之间的缓冲区。